# Johann Jacob Dillenius
Johann Jacob Dillen Dillenius FRS (Darmstadt, 12 de desembre de 1684 – Oxford, 2 d'abril de 1747) va ser un botànic alemany.
Dillen va néixer a Darmstadt i va assistir a la Universitat de Giessen, on va escriure diversos articles de botànica per a l'Ephemerides naturae curiosorum i va publicar, l'any 1719, el seu Catalogus plantarum sponte circa Gissam nascentium, il·lustrat per ell mateix, i amb descripcions de moltes espècies noves. El 1721, esperonat pel botànic William Sherard (1659–1728) i ja amb una excel·lent reputació com a botànic, es va traslladar a Anglaterra; primer a Oxford, amb el mateix Sherad i després a Londres, amb James Sherad (1666-1738), germà de l'anterior que, després de fer una fortuna com farmacèutic es va dedicar a la música i la jardineria.
El primer treball que va fer a Anglaterra va ser la tercera edició, publicada el 1724, de l'obra de John Ray Synopsis Methodica Stirpium Britannicarum, que va ampliar amb moltes espècies noves i vint-i-quatre il·lustracions de plantes rares. El 1732 va publicar Hortus Elthamensis, un catàleg de les plantes rares d'Eltham, a Londres, dins la col·lecció de James Sherad. El mateix Dillen va dibuixar 324 il·lustracions per a aquesta obra i en va gravar les plaques de coure corresponents i Linné va definir-la com «opus botanicus quo absolutius mundus non vidit». El 1736, quan Dillenius ja era professor de botànica al Saint John's College de la Universitat d'Oxford, Linné va anar-hi a passar un mes amb ell i el mateix any li va dedicar la seva Critica botanica. Més tard li dedicaria el gènere d'arbres tropicals Dillenia.
L'obra més destacada de Dillenius és Historia muscorum, publicada el 1741, que és un recull de totes les «plantes inferiors» que ell coneixia. És una obra de 576 pàgines redactades en llatí i vuitant-cinc làmines amb il·lustracions de l'autor que, com en el cas del llibre Hortus Elthamensis, ell mateix en va gravar les planxes de coure.
Johann Jacob Dillenius va morir el 1747 a causa d'una apoplexia i va ser enterrat en el cementiri de l'església de Saint Peter-in-the-East d'Oxford. Avui dia, el seus herbaris, manuscrits i llibres es conserven en el Departament de Botànica de la Universitat d'Oxford.
La seva abreviació com a botànic és: Dill.